# Віктор Рамос
Віктор Рамос (ісп. Víctor Ramos, нар. 4 вересня 1958, Росаріо) — аргентинський футболіст, що грав на позиції нападника, зокрема, за «Ньюеллс Олд Бойз», французькі «Нант» і «Тулон», а також національну збірну Аргентини.

## Клубна кар'єра
У дорослому футболі дебютував 1978 року виступами за команду «Ньюеллс Олд Бойз», в якій провів шість сезонів. У розіграші чемпіонату Аргентини 1983 року (Метрополітано) забив 30 голів у 36 іграх, ставши найкращим бомбардиром змагання.
1984 року результативного нападника запросив до своїх лав французький «Нант», а з наступного року аргентинець протягом двох сезонів був лідером атак іншої місцевої команди, «Тулона».
1987 року повернувся на батьківщину, до рідного «Ньюеллс Олд Бойз», згодом захищав кольори команди «Нуева Чикаго», а завершував ігрову кар'єру у команді «Уніона» (Санта-Фе), за яку виступав протягом 1990—1991 років.

## Виступи за збірну
1983 року дебютував в офіційних матчах у складі національної збірної Аргентини. Протягом кар'єри у національній команді, яка тривала 2 роки, провів у її формі 8 матчів, забивши 1 гол.
У складі збірної був учасником розіграшу Кубка Америки 1983 року.